# 中塚玲
中塚 玲（なかつか れい、5月9日 - ）は、日本の女性声優。埼玉県出身。2008年3月まで81プロデュースに所属していた。

## 出演作品

### テレビアニメ
2005年
- ガラスの仮面（演劇部部員 他）

2006年
- イノセント・ヴィーナス（弘樹 他）
- 少年陰陽師（圭子の母）
- スーパーロボット大戦OG -ディバイン・ウォーズ-（看護士、オペレーター）
- スパイダーライダーズ 〜オラクルの勇者たち〜（女性）
- ぜんまいざむらい（チロル、紅月乃助）
- ツバサ・クロニクル（司書）
- NIGHT HEAD GENESIS（美保子の母）
- ふしぎ星の☆ふたご姫 Gyu!（メディ・カール）
- 武装錬金（主婦）

2007年
- 機神大戦ギガンティック・フォーミュラ（安藤）
- 地球へ…（ミシェル・バイパー）
- D.Gray-man（主婦）
- もっけ（生徒、クラスメートA）
- 流星のロックマン トライブ（2007年 - 2008年、秘書[1]）

2008年
- 銀魂（毒川）
- 全力ウサギ（ソウチョウチルドレン）
- もっけ（クラスメイトB）

### 劇場アニメ
2007年
- 劇場版ポケットモンスター ダイヤモンド&パール ディアルガVSパルキアVSダークライ（キマワリ）

### ゲーム
2005年
- コード・エイジ コマンダーズ（ヒルダ）
- ロマンシング サガ -ミンストレルソング-

2006年
- ゼノサーガ エピソードIII［ツァラトゥストラはかく語りき］（オペレーター）

### 吹き替え
- その名にちなんで